# King County (Texas)
King County je okres ve státě Texas v USA. K roku 2010 zde žilo 286 obyvatel. Správním městem okresu je Guthrie. Celková rozloha okresu činí 2 366 km².